# Wielki Piątek

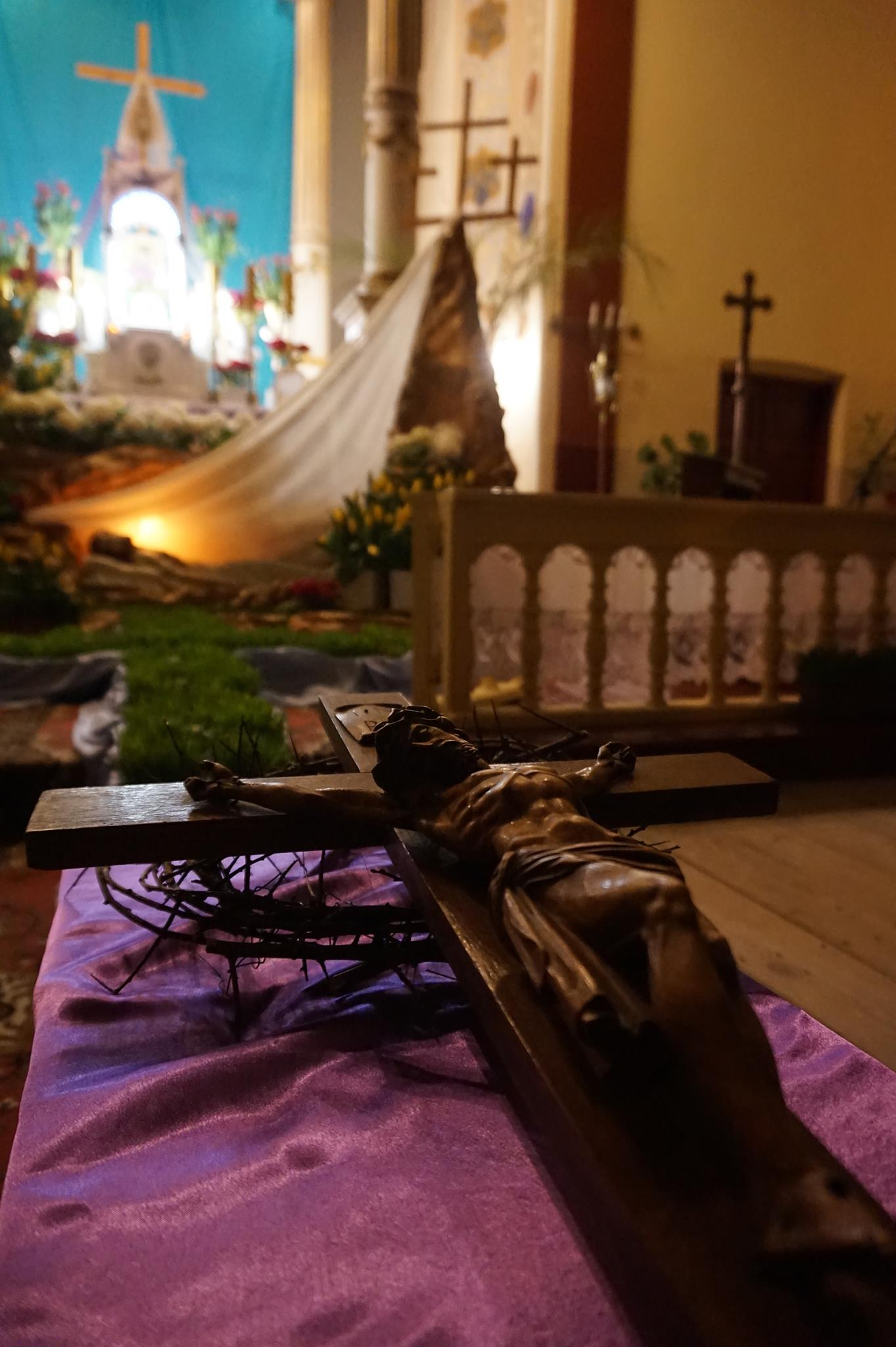
Krzyż wystawiony do adoracji, w tle grób Pański.

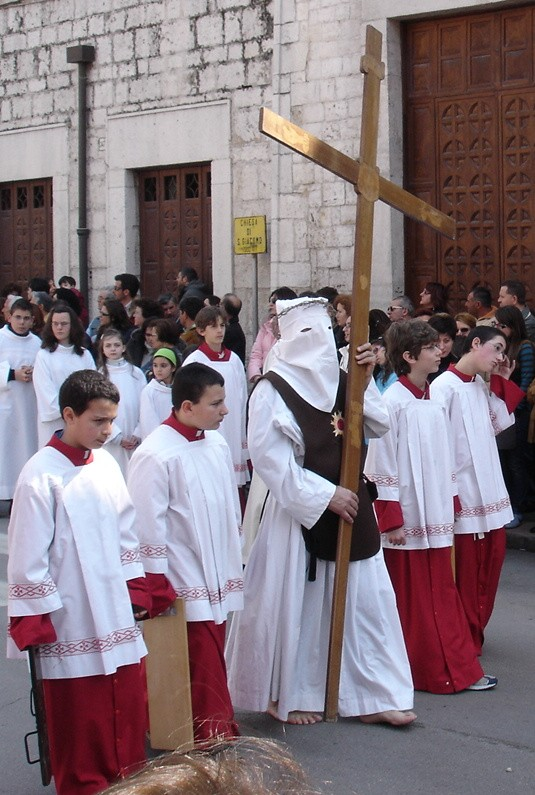
Droga krzyżowa odprawiana w Wielki Piątek

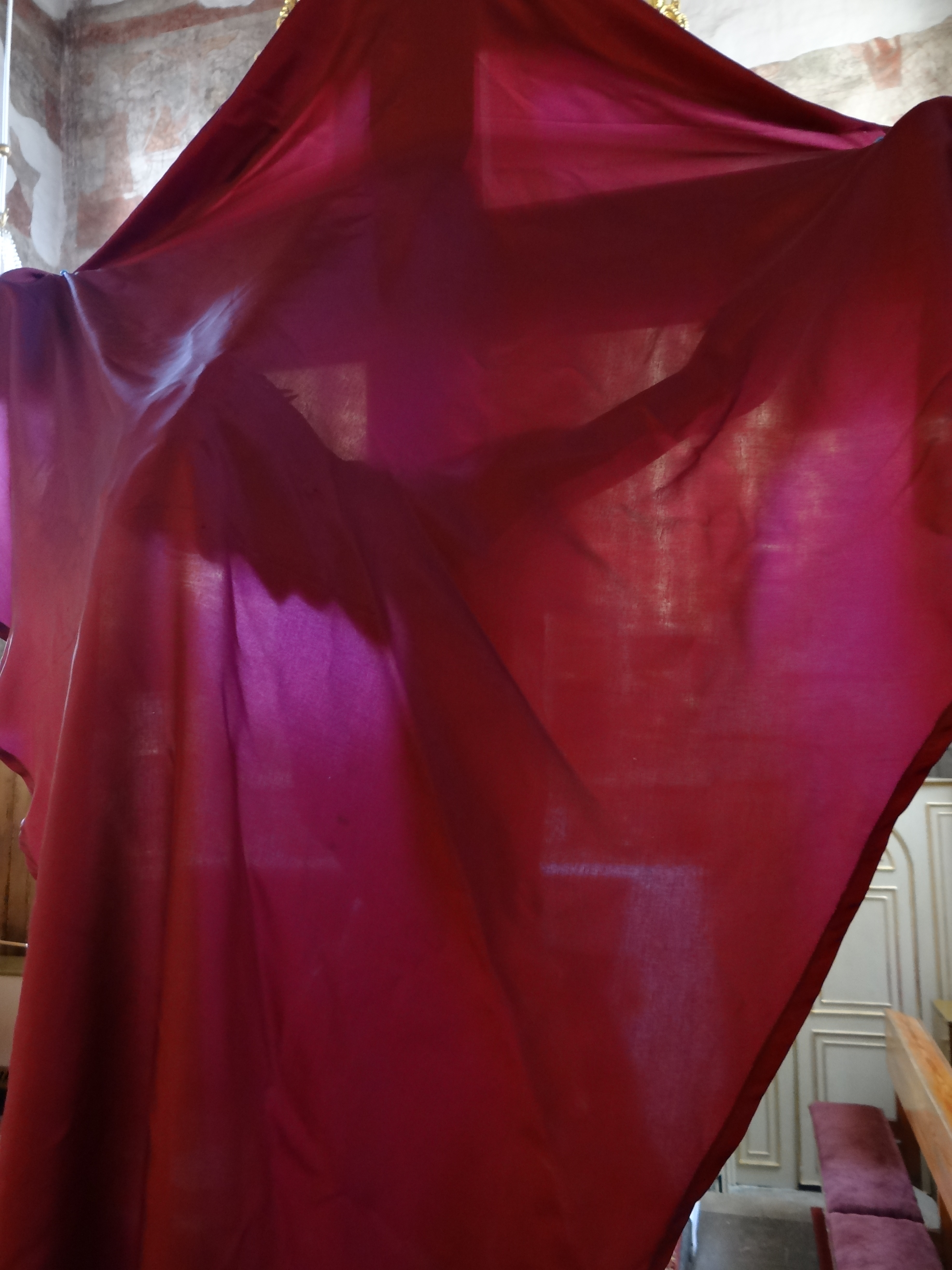
Krzyż zasłonięty kirem

Wielki Piątek – dzień Wielkiego Tygodnia upamiętniający śmierć Jezusa Chrystusa na krzyżu.

## Kościół rzymskokatolicki
Chociaż w kalendarzowy Wielki Piątek Kościół łaciński nie sprawuje liturgii eucharystycznej, to w sensie duchowym do obchodów wielkopiątkowych zaliczana jest Msza Wieczerzy Pańskiej (odprawiana wieczorem w Wielki Czwartek). Wyjątkowo, w 2009 roku Stolica Apostolska wyraziła zgodę na sprawowanie przez kard. Tarcisio Bertone w tym dniu mszy świętej pogrzebowej za ofiary trzęsienia ziemi w rejonie L’Aquila we Włoszech. Wielki Piątek jest dniem zadumy nad Męką Chrystusa, skupienia, powagi, wzmożonej pobożności i gorliwych praktyk religijnych. Tego dnia obowiązuje post ścisły. W Wielki Piątek odprawiane są nabożeństwa Drogi Krzyżowej. W Kościele Katolickim dzień ten może wypaść pomiędzy 20 marca a 23 kwietnia.

### Liturgia Męki Pańskiej
Wielkopiątkowa liturgia jest pamiątką zwycięstwa odniesionego przez umęczonego i ukrzyżowanego Jezusa Chrystusa. W tym dniu używa się czerwonych szat liturgicznych symbolizujących miłość zwyciężającą na krzyżu. W tym dniu nie używa się instrumentów muzycznych, ani dzwonków. Nie ma także pieśni na wejście. Na początku celebrans przez chwilę leży krzyżem przed ołtarzem. W tym czasie wierni klęczą. Dalej następuje Liturgia Słowa Bożego – w jej skład wchodzą dwa czytania, psalm (bez organów) oraz opis Męki Pańskiej z Ewangelii św. Jana. Po kazaniu następuje Adoracja Krzyża, podczas której kapłani, służba liturgiczna i wierni całują rany Jezusa na krzyżu. Po niej następuje Komunia święta, a po jej zakończeniu następuje modlitwa nad ludem (bez błogosławieństwa i rozesłania). W Polsce i niektórych krajach na zakończenie liturgii Jezus pod postacią eucharystyczną zostaje przeniesiony do specjalnie przygotowanej kaplicy adoracji (zwanej na tę okazję w tradycji ludowej Grobem Pańskim), gdzie zaczyna się Adoracja Najświętszego Sakramentu.

### Nowenna do Miłosierdzia Bożego
W Wielki Piątek w Kościele rzymskokatolickim rozpoczyna się nowenna do Miłosierdzia Bożego. Nowenna ta stanowi przygotowanie do Święta Miłosierdzia (Niedzieli Miłosierdzia Bożego), które przypada w pierwszą niedzielę po Wielkanocy.

## Kościoły mariawickie
W tradycji mariawickiej Wielki Piątek to dzień zadumy, żałoby i rozważania Męki Chrystusa. Obowiązuje post ścisły, wielu mariawitów podejmuje się postu wyłącznie o wodzie. W kościołach i kaplicach mariawickich odbywa się całodzienna adoracja Przenajświętszego Sakramentu, odprawiane są nabożeństwa pasyjne: Drogi Krzyżowej i gorzkich żali, podczas których śpiewane są wszystkie trzy części połączone z czytaniem Męki Pańskiej. Obowiązuje fioletowy kolor liturgiczny.
W Kościele Starokatolickim Mariawitów praktykowana jest liturgia katolicka usystematyzowana po Soborze Trydenckim, zmodyfikowana przez arcybiskupa Jana Marię Michała Kowalskiego w latach 20. XX wieku. W tym dniu nie sprawuje się ofiary Mszy świętej, jedynie liturgię uprzednio poświęconych darów.
Charakterystycznym elementem liturgii mariawickiej jest ubieranie grobu Pańskiego w głównym ołtarzu, który ma być tak ubrany, aby uwaga wiernych zwrócona była na Przenajświętszym Sakramencie wystawionym do adoracji. Liturgia wielkopiątkowa i wielkosobotnia sprawowana jest przy prowizorycznie urządzonym bocznym ołtarzu. Okna w kościele mogą być zasłonięte ciemnym materiałem (zwyczaj ten praktykowany jest zwłaszcza w diecezji lubelsko-podlaskiej).
Główne nabożeństwo rozpoczyna się od chwili milczenia oraz prostracji (leżenia krzyżem) kapłana i służby liturgicznej. Następnie kapłan podchodzi do bocznego ołtarza i czyta proroctwo z księgi Ozeasza, a następnie fragmenty księgi Habakuka, po czym czytana jest Męka Pańska według św. Łukasza.
Po zakończeniu Liturgii Słowa rozpoczyna się odmawianie Modlitwy Powszechnej Kościoła, podczas której śpiewane są wezwania i modlitwy:
1. za Kościół powszechny, za Dzieło Wielkiego Miłosierdzia, za Związek Mariawitów.
2. za przełożonych, biskupów, cały stan duchowny, poślubionych Bogu, za wszystkich czcicieli Przenajświętszego Sakramentu i cały lud Boży.
3. za wszystkie państwa, stany i władze.
4. o zjednoczenie wszystkich Kościołów chrześcijańskich i zjednoczenie całego rodzaju ludzkiego w Jezusie Chrystusie.

Po odśpiewaniu modlitw następuje Uczczenie Krzyża Świętego, podczas którego kapłan zdejmuje ornat i po trzykroć śpiewa: „Oto drzewo krzyża” odsłaniając fragmenty pasyjki, na co chór odpowiada: „Do którego Zbawiciel świata, był przybity” a lud dodaje klękając „Pójdźcie pokłońmy się”. Następnie kapłan zanosi krzyż na miejsce przygotowane przed ołtarzem, a zdjąwszy obuwie, oddaje pokłon krzyżowi przez trzykrotne przyklęknięcie i ucałowanie pasyjki. Następnie ministranci i lud oddają pokłon krzyżowi. W czasie adoracji krzyża śpiewa się „Ludu mój, ludu” na przemian z Suplikacjami.
Po uczczeniu krzyża zapala się świece na bocznym ołtarzu, a kapłan ubrany w ornat intonuje pieśń: Krzyżu Święty, nade wszystko i udaje się procesjonalnie do ciemnicy po Przenajświętszy Sakrament, który przenosi do bocznego ołtarza śpiewając: „Któryś za nas cierpiał rany”. Przy bocznym ołtarza odprawiana jest Msza Prekonsekracyjna, która rozpoczyna się od okadzenia ołtarza, następnie odmawiane są modlitwy po ofiarowaniu darów, Ojcze nasz, prośba o wybawienie od wszelkiego zła, modlitwa przed Komunią, którą w tym dniu przyjmuje wyłącznie kapłan i to tylko pod postacią chleba. Po puryfikacji przenosi się Przenajświętszy Sakrament do grobu Pańskiego, który okrywa się tiulem. Podczas procesji śpiewa się: „Jezu Chryste Panie miły”, a następnie odmawia się z wiernymi nieszpory.
W Kościele Katolickim Mariawitów nabożeństwo wielkopiątkowe łączy się, podobnie jak w Wielki Czwartek z adoracją Przenajświętszego Sakramentu. Porządek nabożeństwa jest następujący: śpiewa się „Niechaj będzie pochwalony” bez wystawienia Przenajświętszego Sakramentu. Następnie sprawowana jest uroczysta Msza Święta o Krwi Przenajdroższej Zbawiciela z formularza 23 sierpnia i czytanie Męki Pańskiej według św. Łukasza (rozdziały 22 i 23). Po Mszy Świętej odmawiana jest litania do Najsłodszego Serca Pana Jezusa, koronka do Miłosierdzia Bożego, wezwania i modlitwy wielkopiątkowe. Na koniec śpiewa się Jezu Chryste Panie miły. Po nabożeństwie nie ma błogosławieństwa Przenajświętszym Sakramentem. O ile Przenajświętszy Sakrament wystawiony jest nieustannie, monstrancję po Mszy świętej nakrywa się welonem, który pozostawia się aż do rezurekcji. Po południu odprawiane jest nabożeństwo pasyjne.

## Kościół prawosławny
W tradycji Kościoła prawosławnego Wielki Piątek zajmuje szczególne miejsce w okresie Wielkiego Tygodnia. Według zasad Typikonu (księgi zajmującej się sprawami porządkowymi w Cerkwi) dzień ten rozpoczyna się w czwartek wieczorem, kiedy to o godz. 2 nocy (20.00) rozpoczyna się uroczysta jutrznia, podczas której czytanych jest 12 fragmentów z Ewangelii, wspominających wydarzenia od Wieczerzy Pańskiej aż do pogrzebu Jezusa. Podczas tego nabożeństwa wierni, trzymając zapalone gromnice, stoją przed Ewangelią i Golgotą – wielkim krzyżem z przedstawieniem Ukrzyżowanego Chrystusa oraz Matki Bożej i Jana Ewangelisty po jego bokach. W Wielki Piątek nie odprawia się Liturgii świętej (eucharystycznej), gdyż jest to dzień, kiedy Bóg składa samego siebie w ofierze. Następnego dnia rano o godz. 4 dnia (10.00) celebrowane są Godziny Królewskie (pryma, tercja, seksta, nona i typika) autorstwa św. Cyryla Aleksandryjskiego, podczas których w szczególny sposób wspominane są momenty ukrzyżowania i śmierci Chrystusa. Czytane są wtedy również fragmenty ze Starego Testamentu.
Wieczorem, o godz. 10 dnia (16.00) odprawiane są uroczyste wielkie nieszpory (wieczernia) rozpoczynające już właściwie Wielką Sobotę. Na początku czytane są proroctwa, i kompozycja składająca się z opowiadania różnych Ewangelistów. Gdy chór śpiewa sticherę: „Ciebie obleczonego światłością niczym szatą, zdjęli z drzewa Józef z Nikodemem...”, kapłan okadza całun (gr. epitaphion. cs. płaszczanica, wyhaftowany lub wypisany na ikonie wizerunek Chrystusa złożonego do grobu) leżącą na prestole. Potem, na pamiątkę zniesienia Jezusa z krzyża, następuje uroczyste przeniesienie płaszczanicy do środkowej części świątyni, gdzie zostaje ona umieszczona na specjalnie przygotowanym stole symbolizującym grób. Na zakończenie nabożeństwa kapłani i wierni składają pokłon i całują płaszczanicę. Adoracja trwa aż do początku nabożeństwa paschalnego: często przed prawosławnymi świątyniami ustawiają się tego dnia ogromne kolejki.
Dla wiernych jest to (obok Wigilii Bożego Narodzenia) najściślejszy dzień postny w kalendarzu liturgicznym – każdy, komu pozwala na to zdrowie, powinien powstrzymać się od przyjmowania pokarmów przez cały dzień, aż do pokłonienia się płaszczanicy na wieczornym nabożeństwie. Nierzadko ten ścisły post nie kończy się w piątkowy wieczór, a zachowywany jest przez Wielką Sobotę aż do wielkanocnego śniadania po nocnej Liturgii.
W Wielki Piątek wieczorem, lub w nocy z piątku na sobotę, odprawiana jest też jutrznia wielkosobotnia, w czasie której odbywa się uroczysta procesja z płaszczennicą. Symbolizuje ona złożenie Chrystusa w grobie.

## Kościoły protestanckie
Wielki Piątek obchodzony jest również jako jedno z największych świąt przez wiele Kościołów protestanckich. Na podstawie umów między Państwem a niektórymi Kościołami protestanckimi, wiernym niektórych Kościołów protestanckich przysługuje w Wielki Piątek dzień wolny od nauki lub pracy (bez prawa do wynagrodzenia lub za odpracowaniem w inny dzień wolny od pracy), jako że jest to szczególny dzień modlitwy i skupienia, ale bez zbytniego akcentowania żałoby.
Wielki Piątek jest dniem ustawowo wolnym od pracy dla wyznawców:
- Kościoła Ewangelicko-Reformowanego[5],
- Kościoła Ewangelicko-Augsburskiego[6],
- Kościoła Ewangelicko-Metodystycznego[7],
- Kościoła Chrześcijan Baptystów[8],
- Kościoła Zielonoświątkowego[9].

Tak w zborach ewangelickich, jak i ewangelikalnych, w tym dniu odbywają się uroczyste nabożeństwa, podczas których śpiewane są pieśni, czytane są pasyjne fragmenty z Pisma Świętego, w kazaniu Słowa Bożego wspominana jest męczeńska śmierć Chrystusa na krzyżu, a także sprawowana jest Wieczerza Pańska.

### Kościół ewangelicko-augsburski
Dla największego Kościoła protestanckiego w Polsce, Kościoła ewangelicko-augsburskiego (luterańskiego), Wielki Piątek jest najważniejszym świętem w pobożności ewangelickiej. Podczas liturgii wielkopiątkowej szczególne znaczenie ma spowiedź i liturgia komunijna, po kazaniu śpiewane są w dialogu z duchownym Improperia („Ludu mój ludu, cóżem ci uczynił”), milkną dzwony, a krzyż ołtarzowy zasłonięty jest kirem. W tych regionach kraju, w których duchowni noszą tzw. albę śląską (komża), w Wielki Piątek na znak żałoby używana jest tylko czarna toga z białymi befkami. Dla luteran Wielki Piątek jest kwintesencją tajemnicy życia i śmierci oraz kluczowej dla tego Kościoła teologii krzyża (theologia crucis), która rozważana jest zawsze w połączeniu z radosnym wydarzeniem Poranka Wielkanocnego.